# Hisarya (ville)
Hisarya (en bulgare : Хисаря), également connue sous les noms de Hisar, Hissar ou Hissarya, anciennement Toplitsa, en latin : Diocletianopolis ou Augusta, est une ville balnéaire de Bulgarie située dans la province (oblast) de Plovdiv et qui fait partie de l'obchtina de Khisarya.

## Géographie
Établie à la périphérie de la chaîne de montagnes Sredna Gora, la ville a un climat très doux. Plus d'un vingtaine de sources d'eau minérale attirent les touristes, tant bulgares qu'étrangers.
En 2015, la ville comptait une population de 7 162 habitants.